# Партизански филм
Партизански филм је филмски жанр настао у југословенској кинематографији. Садржи филмове снимљене у СФР Југославији током 1960-их, 1970-их и 1980-их година. У најширем смислу, главне карактеристике партизанских филмова су да се дешавају у Југославији током Другог светског рата и да имају југословенске партизане као протагонисте, док су антагонисти силе Осовине и њихови сарадници.
Према речима хрватског историчара филма Иве Шкрабала, партизански филм је „један од најаутентичнијих жанрова који су произашли из југословенске кинематографије“.

## Особине и важност
Овај жанр, са низом својих незваничних правила и мотива, сличних америчком вестерну или јапанском џидаигекију, је типичан за југословенску кинематографију и не појављује се ни у једној другој. Иначе већина ових филмова би се могла сврстати и у категорију ратних или историјских филмова. 
Партизански филм је био посебно важан жанр у оквиру југословенске кинематографије, јер је требало да евоцира успомене на Народноослободилачку борбу, коју су југословенски партизани водили током Другог светског рата, од 1941. до 1945. године. Ови филмови су често представљали „државне пројекте“ за које су извајане велике суме новца, а често је у њима учествовао и велики број припадника Југословенске народне армије. 
У својој анализи Десант на Дрвар Фадила Хаџића (1963), хрватски филмски критичар Јурица Павичић идентификује седам кључних карактеристика онога што он назива „суперпартизанским филмовима“:
- Усредсредите се на кључне, добро познате, „уџбеничке“ примере партизанске борбе, као што су велике битке и операције, којима се онда даје званично одобрено тумачење.
- Одсуство аутентичних, истакнутих личности партизанске борбе, са изузетком Јосипа Броза Тита. По Павичићевом мишљењу, разлог за то је био избегавање угрожавања Титовог култа личности.
- Мозаичка структура у којој понекад учествује на десетине ликова, а њихова судбина се прати кроз филм. Ови ликови представљају различите класе или слојеве живота (интелектуалце, сељаке) или различите етничке групе.
- Мешање комичног са трагичним.
- Постер за филм Битка на Неретви, из 1969. године.Присуство страних (нејугословенских) ликова као арбитра. Њихова улога је да сведоче и потврђују мучеништво и херојство југословенских народа онако како их приказују партизански филмови, шаљући симболичну  поруку („Ено га, свет нас признаје таквима какви јесмо“).
- Карактеристичан третман Немаца: иако су приказани као негативци, и демонизовани на различите начине, они су такође приказани као супериорни у моћи и дисциплини, и приказани су као ефикасни, софистицирани, чак и гламурозни противници.
- Deus ex machina завршнице, у којима се партизани извлаче из наизглед безизлазних ситуација.

Павичићева анализа је критикована да није универзално применљива на партизанске филмове, а дат је и низ значајних изузетака од горње формуле.
До 1980-их, економске потешкоће у земљи, као и промена идеолошког пејзажа, посебно код млађе југословенске генерације, изазвали су опадање интересовања за жанр, а критички и комерцијални неуспех Булајићевог Великог транспорта (1983) је обично виђен као симболичан крај ере партизанског филма.

## Историја
Први послератни играни филм је партизански филм Славица, а најскупљи филм југословенске кинематографије је такође партизански филм Битка на Неретви. Према службеним проценама, овај филм, за чије потребе су уништена четири посебно конструисана села и једна тврђава, срушен мост на Неретви и у којем је учествовало 10.000 припадника ЈНА, је коштао 4,5 милиона долара, док су амерички извори наводили цифру од 12 милиона долара.  

## Популарност ван бивше Југославије
Поред велике популарности коју су имали у СФРЈ, у време снимања, а неки чак и данас (нпр. Отписани), ови филмови су изузетно популарни и у Кини. Партизански филмови су имали утицаја на нека остварења ван граница бивше Југославије, при чему се као пример наводи филм Patriot, историјски филм Роналда Емериха из 2000. године.
Поред великог броја познатих југословенских глумаца у овом филм су играли и познати светски глумци попут: Јула Бринера, Орсона Велса, Сергеја Бондарчука, Франка Нера и Силве Кошћине. Такође и у партизанском филму Сутјеска су ангажоване познате светске филмске звезде, а најзапаженију улогу је имао Ричард Бартон, који је глумио Врховног команданта НОВ и ПОЈ Јосипа Броза Тита.
Пабло Пикасо урадио је плакат за филм Битка на Неретви за западно тржиште.

## Познатији партизански филмови
- Битка на Неретви
- Бошко Буха
- Валтер брани Сарајево
- Двобој за јужну пругу
- Десант на Дрвар
- Игмански марш
- Краљевски воз
- Козара
- Мост
- Отписани
- Повратак отписаних
- Партизанска ескадрила
- Салаш у Малом Риту (филм)
- Сутјеска
- Ужичка република

## Редитељи и глумци

### Редитељи
Југословенски редитељи који су снимали партизанске филмове били су: 
- Жика Митровић („Ешалон доктора М.“, 1955; „Капетан Леши“, 1960; „Сигнали над градом“, 1960; „До победе и даље“, 1966; „Операција Београд“, 1968. и „Ужичка република“, 1974)
- Радош Новаковић („Дечак Мита“, 1951; „Далеко је сунце“, 1953; „Крвави пут“, 1955; „Ветар је стао пред зору“, 1959; „Песма“, 1961. и „Бекства“, 1968)
- Бранко Бауер („Не окрећи се сине“, 1956; „Николетина Бурсаћ“, 1964; „Зимовање у Јакобсфелду“, 1975; „Салаш у малом риту“, 1976. и „Бошко Буха“, 1978)
- Столе Јанковић („Кроз грање небо“, 1958; „Партизанске приче“, 1960; „ Радопоље“, 1963; „Партизани“, 1974; и „Трен“, 1978)
- Хајрудин Крвавац („Диверзанти“, 1967; „Мост“, 1969; „Валтер брани Сарајево“, 1972. и „Партизанска ескадрила“, 1979)
- Миомир Стаменковић („Вук са Проклетија“, 1968; „Клопка за генерала“, 1970; „Девојачки мост“, 1976. и „Лагер Ниш“, 1987)
- Бранимир Тори Јанковић („Крвава бајка“, 1969; „Звезде су очи ратника“, 1972; „Мирко и Славко“, 1973. и „Црвена земља“, 1975)
- Никола Поповић („Живјеће овај народ“, 1947; „Мајка Катина“, 1949. и „Мајор Баук“, 1951)
- Фадил Хаџић („Абецеда страха“, 1961; „Десант на Дрвар“, 1961. и „Коњух планином“, 1966)
- Вељко Булајић („Козара“, 1962; „битка на Неретви“, 1969. и „Велики транспорт“, 1983)
- Живојин Павловић („Заседа“, 1969; „Црвено класје“, 1970. и „ Хајка“, 1977)
- Аца Ђорђевић („Отписани“, 1974; „Повратак отписаних“, 1976; „Стићи пре свитања“, 1978. и „Краљевски воз“, 1981)
- Пуриша Ђорђевић („Сан“, 1966. и „Бициклисти“, 1970)
- Драгован Јовановић („Девојка са Космаја“, 1972. и „Саблазан“ 1982)
- Радомир Шарановић („Свадба“, 1973. и „13. јул“, 1982)
- Здравко Велимировић („Врхови Зеленгоре“, 1976. и „Двобој за јужну пругу“, 1978)
- Лордан Зафрановић („Окупација у 26 слика“, 1978. и „Пад Италије“, 1981)
- Мића Милошевић („Другарчине“, 1979. и „Берлин капут“, 1981)
- Александар Петровић („Три“, 1965)
- Стипе Делић („Сутјеска“, 1973)
- Митхад Мутапџић („Доктор Младен“, 1975)

### Глумци
Југословенски глумци који су најчешће глумили у партизанским филмовима:
- Бата Живојиновић
- Љубиша Самарџић
- Борис Дворник
- Милена Дравић
- Павле Вуисић
- Драгомир Фелба
- Драгомир Бојанић Гидра
- Љуба Тадић
- Драган Николић
- Радош Бајић

## Галерија
- Последња сцена у филму Валтер брани Сарајево.
- Стеван Крагујевић, Сергеј Бондарчук и Орсон Велс у Сарејеву, 1969. године, на премијери филма Битка на Неретви.
- Силва Кошћина, Љубиша Самарџић, Милена Дравић и Бата Живојиновић на премијери филма Битка на Неретви.
- Јул Бринер у Сарајеву 1969.
- Постер за филм Двобој за јужну пругу из 1978. године
- Постер за филм Отписани из 1974. године.
- Постер за филм Повратак отписаних из 1976. године.
- Сцена из филма Повратак отписаних из 1976. године.
- Постер за филм Десант на Дрвар из 1963. године.
- Бата Живојиновић се налази на поштанској маркици Србије из 2019. године.
- Постер за филм Партизанска ескадрила из 1979. године.
- Постер на немачком језику за филм Сутјеска из 1973. године.